# Jimmy Durante
James Francis "Jimmy" Durante, född 10 februari 1893 i Brooklyn, New York, död 29 januari 1980 i Santa Monica, Kalifornien, var en amerikansk komiker, skådespelare, sångare och pianist.

## Filmografi i urval
- Roadhouse Nights (1930)
- New Adventures of Get Rich Quick Wallingford (1931)
- The Cuban Love Song (1931)
- The Christmas Party (1931) (kortfilm)
- Hollywood on Parade: Down Memory Lane (1932) (kortfilm)
- Ur polisens dagbok (1932)
- Hollywood on Parade (1932) (kortfilm)
- Oss flickor emellan (1932)
- O, dygdens väktare (1932)
- Blondie of the Follies (1932)
- What! No Beer? (1933)
- Hell Below (1933)
- Broadway to Hollywood (1933)
- Meet the Baron (1933)
- Fox-revyn (1934)
- Strictly Dynamite (1934)
- Vårflugan (1934)
- Student Tour (1934)
- Carnival (1935)
- Dig ägnar jag min sång (1936)
- Start Cheering (1938)
- Sally, Irene and Mary (1938)
- Little Miss Broadway (1938)
- Melody Ranch (1940)
- Det var bom, bom, bom (1941)
- Han som kom till middag (1942)
- Tre hjärtan i otakt (1944)
- Musik för miljoner (1944)
- Guld i strupen (1946)
- Drömmarnas bro (1947)
- Älskling på vågen (1947)
- På en ö med dej (1948)
- The Great Rupert (1950)
- Massor av mjölk (1950)
- En ding, ding, ding, ding värld (1963)
- Frosty the Snowman (1969)

## Diskografi
- 1959 - At the Piano--In Person
- 1963 - September Song
- 1964 - Hello Young Lovers
- 1965 - Jimmy Durante's Way of Life...
- 1966 - One of Those Songs
- 1967 - Songs for Sunday